# Mario Stoppino
Mario Stoppino né le 3 février 1935 à Vigevano et décédé le 13 février 2001 à Pavie était un universitaire et un politologue italien, connu pour sa théorie sur le pouvoir politique.

## Biographie
Mario Stoppino a été, pendant plus de trente ans, professeur de Science politique à la Faculté de Science politique de l'université de Pavie.

## Œuvres
- Potere politico e stato. Milan: Giuffè, 1968.
- Potere sociale e azione politica. Milan: Codit, 1993.
- Potere ed élites politiche. Milan: Giuffè, 2000,  (ISBN 8-81408-300-2)
- Potere e teoria politica. Milan: Giuffè, 2001, (troisième édition),  (ISBN 8-81408-722-9)